# Елмо (Монтана)
Елмо (енгл. Elmo) насељено је место без административног статуса у америчкој савезној држави Монтана.

## Демографија
По попису из 2010. године број становника је 180, што је 37 (25,9%) становника више него 2000. године.
| Група             | 2000.      | 2010.      |
| Белци             | 42 (29,4%) | 41 (22,8%) |
| Афроамериканци    | 0 (0,0%)   | 0 (0,0%)   |
| Азијати           | 0 (0,0%)   | 1 (0,6%)   |
| Хиспаноамериканци | 3 (2,1%)   | 3 (1,7%)   |
| Укупно            | 143        | 180        |